# Muscolo anconeo
Il muscolo anconeo è un piccolo muscolo triangolare dell'arto superiore, sito posteriormente nella regione del gomito. 
Alcuni lo considerano una continuazione del muscolo tricipite brachiale, mentre altri lo considerano un muscolo posteriore del braccio e altri ancora un muscolo posteriore dell'avambraccio.

## Origine e inserzione
Questo piccolo muscolo si origina dall'epicondilo laterale, si porta in basso e medialmente, e dopo un breve decorso si fissa sulla parte superiore dell'ulna, in particolare sull'olecrano.

## Azione
Ha una debole azione di estensione dell'articolazione del gomito.

## Innervazione
Nervo radiale.

## Galleria d'immagini

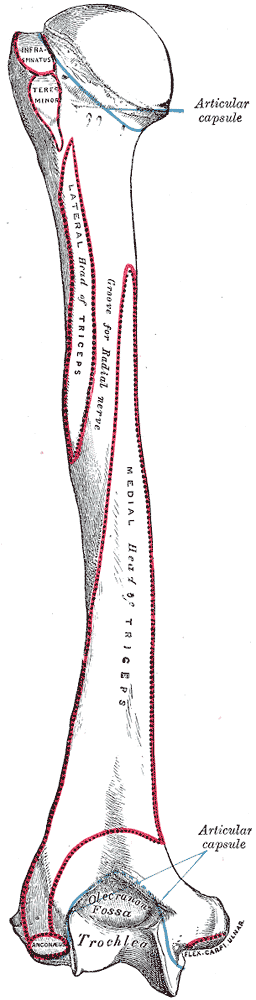
Omero sinistro - Vista posteriore
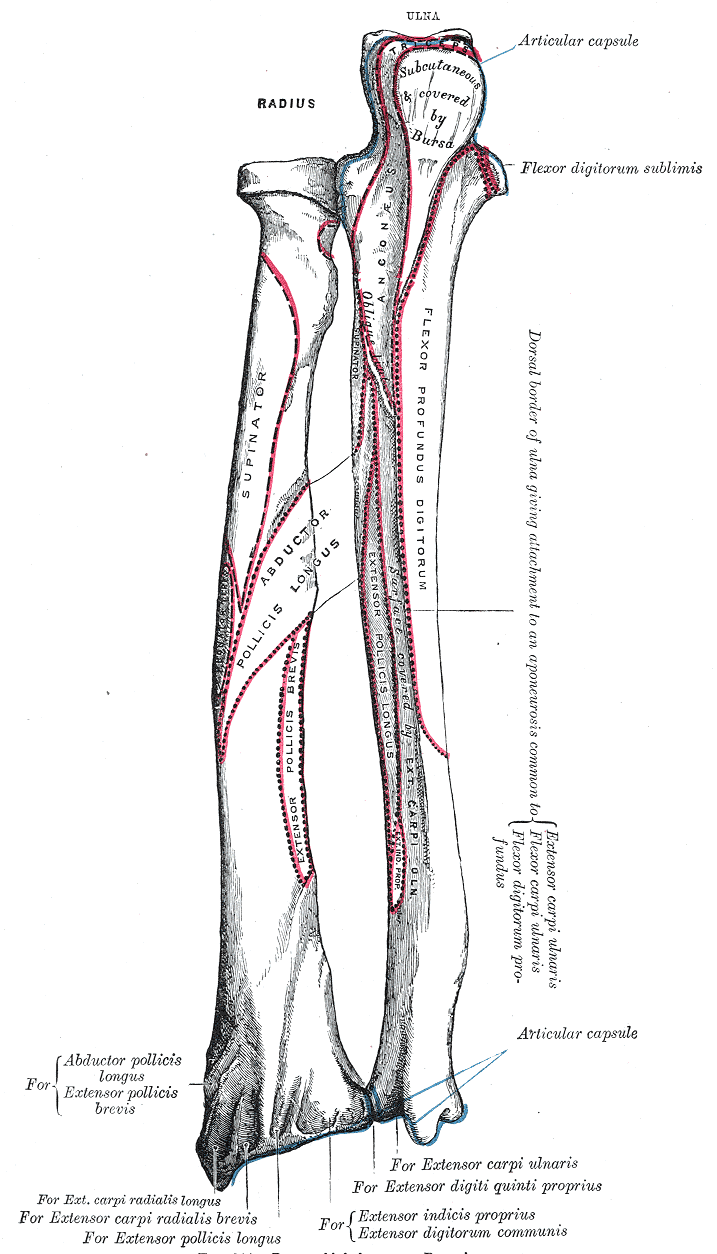
Ossa dell'avambraccio sinistro - Vista posteriore
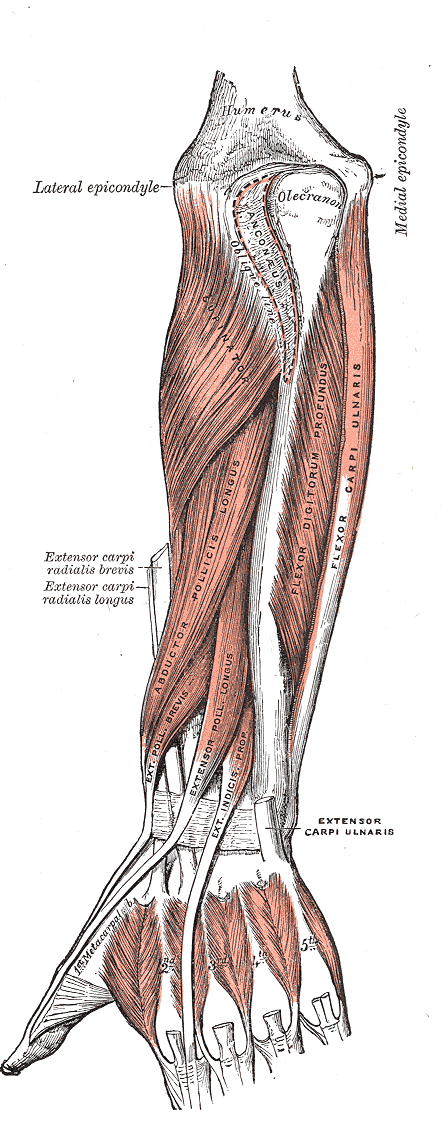
Muscoli profondi dell'avambraccio - Vista posteriore
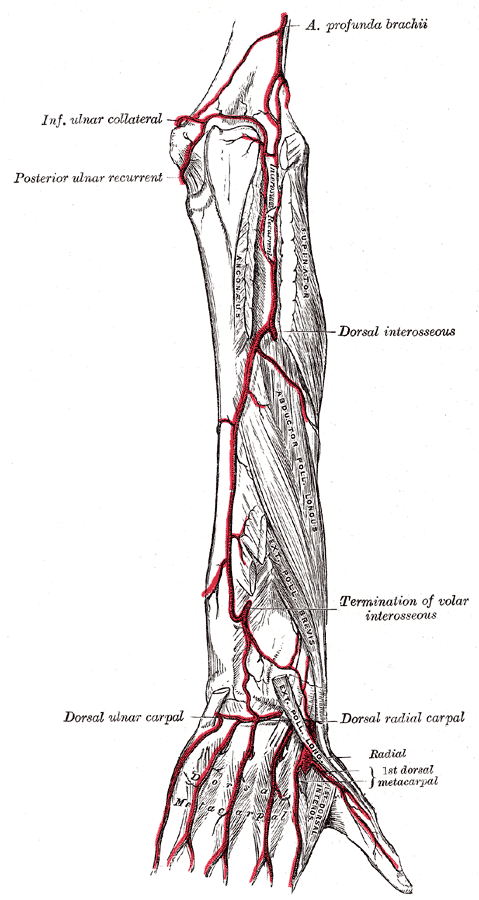
Arterie dell'avambraccio - Vista posteriore
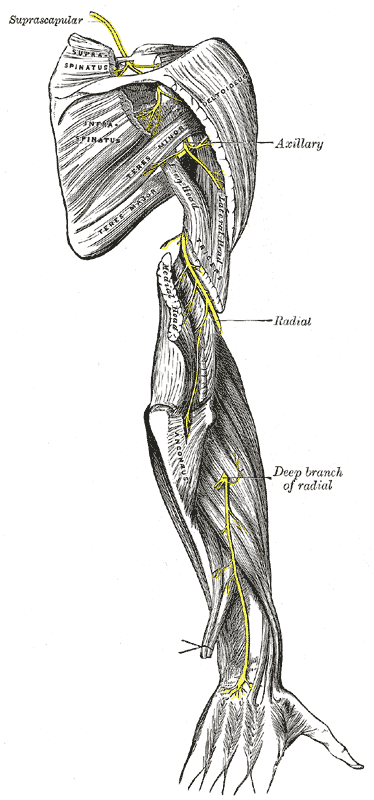
Nervi dell'avambraccio
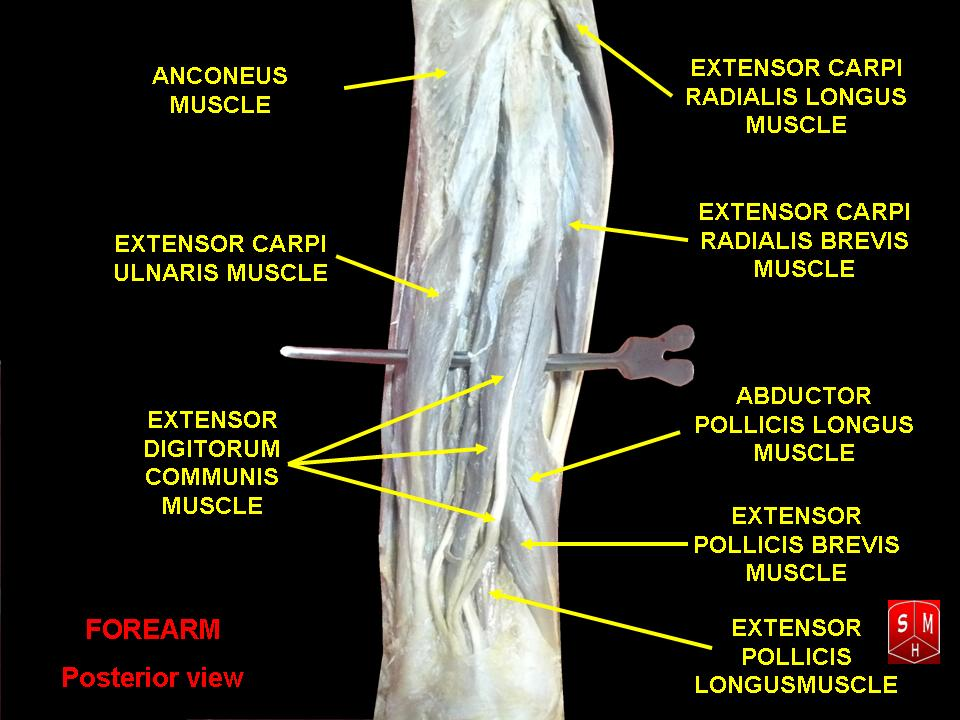
Avambraccio - Vista posteriore